# Z Phoenicis
Z Phoenicis är en pulserande variabel av Mira Ceti-typ (M) i stjärnbilden Fenix.
Stjärnan varierar mellan visuell magnitud +9,8 och svagare än 14,8 med en period av 258 dygn.